# Une histoire de Monte Carlo
Pour plus de détails, voir Fiche technique et Distribution.
Une histoire de Monte Carlo (The Monte Carlo Story) est un film italo-américain sorti en 1957, réalisé par le scénariste Samuel A. Taylor dont c'est la seule réalisation.

## Synopsis
L'histoire a pour toile de fond la glorieuse Côte d'Azur où une femme qui a beaucoup de classe mais pas d'argent pour satisfaire son goût pour les meilleures choses de la vie. Elle sera éblouie par le comte Della Fiabe, qui tente également de récupérer ses dettes aux tables de jeu du célèbre casino. Pour attirer la femme, qu'il pense être son gagne-pain, le pauvre noble italien fait appel à ceux-là mêmes à qui il doit de l'argent.

## Fiche technique
- Titre : Une histoire de Monte Carlo
- Titre original : The Monte Carlo Story
- Réalisation : Samuel A. Taylor
- Production  Marcello Girosi

- Scénario : Samuel A. Taylor, d'après une histoire de Marcello Girosi et Dino Risi
- Photographie : Giuseppe Rotunno
- Chansons : Michel Emer et Renato Rascel
- Direction artistique : Gastone Medin
- Costumes : Jean Louis
- Société de production : Tan Films SA et Titanus
- Distribution : United Artists
- Pays d'origine :  Italie,  États-Unis
- Langue : anglais
- Format : Couleur (Technicolor) - Son : 4-Track Stereo (Western Electric Sound System)
- Genre : Comédie dramatique
- Durée : 96 minutes
- Date de sortie : États-Unis, 9 octobre 1957

## Distribution
- Marlene Dietrich : Maria de Crevecoeur
- Vittorio De Sica : Comte Dino della Fiaba
- Arthur O'Connell : M. Homer Hinkley
- Jane Rose : Mme Edith Freeman
- Mischa Auer : Hector
- Clelia Matania : Sophia
- Truman Smith : M. Fred Freeman
- Alberto Rabagliati : Albert
- Carlo Rizzo : Henri, un marin
- Frank Colson : Walter Peeples
- Natalie Trundy : Jane Hinkley
- Renato Rascel : Duval
- Pierre Marcarino : le croupier